# Krematistofili
Krematistofili, är en sexuell avvikelse (parafili) som innebär att en person tänder på att betala för att ha sex.